# BRIGADOON まりんとメラン
『BRIGADOON まりんとメラン』（ブリガドーン まりんとメラン）は、WOWOWで2000年7月21日から2001年2月9日まで放送された、サンライズ制作のアニメ。全26話。

## 概要
本作で中心に描かれるのは、主人公まりんと生体兵器であるメランの種を超えた絆と愛である。いくつもの伏線が張られており、敵の正体や目的がラスト近くまで謎のまま先が読めない。実際に全てが明かされるのは最終回のとき。
序盤のほのぼのとした展開とは裏腹に、中盤以降では鬱的な描写が多くなる。
アニメ以外にも、渡瀬のぞみによるコミックス化もされたが、基本的にはアニメ版とは違うストーリーになっている。
監督は『勇者王ガオガイガー』『ベターマン』を手がけた米たにヨシトモが務めているため 他の2作に繋がる裏設定も存在する。
なお、海外の一部では『BRIGADOON』のタイトルで放送された。タイトルの「BRIGADOON」とは、スコットランドの民話で、100年に一度霧の中から現れる世界をモチーフにしている。

## あらすじ
時は1969年（昭和44年）。大阪万博の開催まで一年をきったある日、東京下町の長屋に住む平凡な少女浅葱まりんは突如空に現われた異世界「ブリガドーン」からやってきた謎の生体兵器（モノマキア）に襲われる。
その時、根津神社に御神体として祭られていたアンプルの中から別のモノマキアが現れ、まりんを救う。彼の名はメラン・ブルー。まりんを守るのが任務だという。二つの世界の運命をかけた戦いが始まる。

## 登場人物
ブリガドーン人以外のほとんどのキャラクターは名前に色名が含まれている。

### 主要人物
浅葱まりん（あさぎ まりん）
声 - KAORI
この作品の主人公。13歳の中学1年生。遠視のためにいつも眼鏡をかけている。口癖は「あっは〜ん！」。妄想癖の持ち主で、作中でたびたびおかしな妄想をする。捨て子だったところをモト婆ちゃんに拾われ、長屋の人たちに育てられた。捨て子であったことや長屋住まいであることを理由に苛められることもあるが、たくましく生きる前向きで明るい女の子。新聞配達をして家計を助けている。クレイスと同様、モノマキアをアンプルから出し入れすることができる。なぜかモノマキアに命を狙われ、そのために周囲の人々からも誤解を受けるはめになってしまう。
地球の常識を知らず、暴走しがちだったメランに当初は困惑していたものの、自分を守るために戦う彼と一緒に過ごすうちに、次第に気持ちに変化が現れるようになる。
メラン・ブルー
声 - 大塚芳忠
この作品のもう一人の主人公。正確な実年齢は不明だが、精神年齢は17歳。ブリガドーンの生体兵器（モノマキア）だが、まりんを守るのが任務だという。普段は小さなアンプルに収まっており、まりんが呼び出した時だけ外に出ることが可能。全体的なシルエットは人と同じだが皮膚の一部は金属質の素材で出来ており、右手は剣、左手は銃になっている。そのため物を掴んだりする場合は腰の部分に内蔵された作動肢（別名ペタリハンド）を使う。背中のウイングを展開させることで空を飛ぶこともでき、新幹線並みの速度を出すことも可能。普段顔は露出しているが戦闘時には体と同じ素材で顔も覆う。当初は機械的で無愛想な振る舞いをしていたが、まりんや長屋の人たちとの暮らしの中で徐々に人間らしい感情に目覚めて行く。ご飯を50杯も平らげるという、かなりの大食漢という意外な一面をもつ。一人称は「僕」。
最初は任務としてまりんを守ることを考えていたが、次第に自らの意思でまりんを守りたいと思うようになる。
ロロ
声 - 新谷真弓
猫に似た容貌の謎の多い生き物。神出鬼没でしばしばまりんの前に現われ、助言や警告を行う。実はブリガドーン人でブリガドーン中枢議会のメンバーの一人。生活向上委員長という役職にある。おちゃらけた態度や不真面目な言動を取ることが多いため周囲からは嫌われているが実は優秀で友達思いの優しい性格の持ち主。体の色は緑。
如月萌（きさらぎ もえ）
声 - 齋藤彩夏
まりんの親友。おっとりしていて内気でまりんとは正反対の性格。まりんのことが大好きで、その感情はやや同性愛に近いものがあるものの、男の子に興味を示したこともある。山の手に暮らし家はかなりの資産家だがそれを鼻にかけることはない。病弱ながらもまりんを思う気持ちは強く、同級生のいじめからまりんを助けようとしたこともある。母親(声 - 速水圭)はまりんや長屋の人々を良く思っておらず、たびたび萌に付き合いを止めるように注意している。
亜呂真（あろ まこと）
声 - 緑川光
まりんたちを見守る謎の少年。通称「あろま」。神出鬼没で世界中の様々な場所に現れ、未来に起きる事件をあらかじめ知っている素振りを見せる。モノマキアのことも知っている様子で、まりんに助言めいたヒントを与えることもある。食いしん坊でいつも何かを食べている（食べ物はご当地名物であることが多い）。まりんと初めて出会った時に「未来から来た歴史観測員?」と聞かれそれを肯定したが、その真相は後に明らかになる。

### 地球側の人物

#### 長屋の住人
浅葱モト（あさぎ モト）
声 - 愛河里花子
まりんの育ての親。小柄だがパワフルな肝っ玉おばあちゃんでまりんのことを実の娘のようにかわいがっている。異界の住人であるメランをあっさり受け入れるなど広い度量の持ち主。物語中盤、死別した夫の浅葱元との思い出が詰まった大阪万博にまりんと出かけ、モノマキア騒動に巻き込まれる。
藍庵秀太（あいあん しゅうた）
声 - 田の中勇
75歳の老発明家。いくつもの奇天烈な発明品を製作している。何の役にも立たない物もあるが彼が作ったものが事態の突破口になることも多い。また頭の回転も速く、長屋のブレーン的な役割をすることも。科学や発明とは人を幸せにするための物という確固とした信念を持った科学者の鑑のような人物。だが性格は気さくで親しみやすく、まりんのこともかわいがっている。モトや彼女の夫の元とは昔からの知り合いらしい。序盤では装着すると身動きの取れなかったジャミング装置を、再登場の時にはリストバンド状にまで小型化した。終盤、戦時中にある軍事施設で働いていた過去が明らかになる。
マイク・ホワイト
声 - 岩田光央
秀太を親分と呼び、助手をしているアメリカ人青年。かなり訛りのある日本語を使いその文法は微妙に間違っている。優しく陽気な性格の持ち主で、まりんとは年の離れた友達のような関係。密かに純に想いを寄せている。物語後半、彼が日本へ来ていた理由が明らかになる。
桃井ひとえ、桃井ふたえ、桃井みつえ（ももい ひとえ、ももい ふたえ、ももい みつえ）
声 - 柚木涼香
三つ子の女性。長屋の近くにある駄菓子屋を経営している。いつも三人揃って行動し、しゃべる時も三人で流れるようにしゃべる。そのためまりんは彼女たちのことを「桃井のおばちゃんたち」と呼んでいる。小柄でふくよかな体型の、いわゆる「近所の気さくなおばちゃん」的な風貌。実際性格も三人揃って気さくで料理が得意なのも三人一緒。長屋では朝夕の食事は全員で揃って摂っているが、その全てをまかなう長屋の料理番でもある。独身。長屋に来客があるたび、お茶、ジュース、コーヒーなどそれぞれ別のものを出し、客がどれを選ぶかを競っている。
鴇田純（ときた じゅん）
声 - 荒木香恵
正の娘。看護婦。酒に溺れる父親を抱えて働く苦労人だがそんな雰囲気は見せない。優しく面倒見のいい性格でまりんの姉的存在。物語中盤で長屋での変化のない日々に悩んでいた気持ちが明かされ、これまでの日常と決別するある選択をすることになる。
鴇田正（ときた ただし）
声 - 高田裕司
純の父親。いつも酔っぱらっている。働きもせず、昼間から酔いどれているダメ親父。みゆき(声 - 鵜飼るみ子)という奥さんがいるが現在は家出中。娘の純には「人の気持ちが分かりすぎて飲まずにいられない」と評されている。酔っ払っていてもメランが初めて長屋に来た時は近所に口止めを行うように住人達に指示したりと、判断力と頭の回転はなかなかのもの。物語後半、ある事件をきっかけに酒を止めることになる。
御納戸志朗（おなんど しろう）
彫り師。とても無口で作中は一度もしゃべらない。だが長屋の他の住人と同じくまりんのことは大事に思っている。Vサインが得意で「ビシッ」という効果音までつくほど。

#### 学校関係
真乃みどり（まの みどり）
声 - 柚木涼香
まりんの学校の3年生。不良で口は悪いが優しい心の持ち主。常に木刀を持っている。父親がおらず、みなしごのまりんに対しシンパシーを感じているようで、何かと世話を焼いてくれる。大人びており、まりんの精神的な成長を促してくれる人生の先輩のような存在。
原ちあさ（はら ちあさ）
声 - 柚木涼香
まりんのクラスの女性担任教師。23歳の新卒で、国語担当。思い込みが激しい。まりん宅への家庭訪問の際にモトに感銘を受け、先生と慕うようになる。
花園すみれ（はなぞの すみれ）
声 - 愛河里花子
まりんのクラスの学級委員長。正義感に溢れる性格で、まりんのことを毛嫌いしていない。
薄墨一信（うすずみ いっしん）
声 - 荒木香恵
まりんのクラスメイトで、たびたび彼女のスカートを覗き込もうとしたりしている。まりんに対して反抗的な態度をとる。
丹膳隆（たんぜん たかし）
声 - 伊藤健太郎
まりんのクラスメイト。世界が破滅すると思い込んでいて、悲観的な性格。
樺本達也（かばもと たつや）
声 - 岩田光央
まりんのクラスメイト。大きな体で、常識人であるらしくクラスでは珍しくまりんを嫌っていない。
彩無A子（あやな えーこ）
声 - 西村ちなみ
まりんのクラスメイト。いじめっ子グループのリーダーで、かなり前からまりんのことを孤児をネタに徹底して蔑み、いじめの対象としていた。そのいじめも物語が進むに連れエスカレートし、まりんを精神的に追い詰めていくことになる。祖母がいる以外は家族構成は不明。
海老茶たまみ（えびちゃ たまみ）
声 - 滝沢ロコ
まりんのクラスメイト。A子らと共にまりんに意地悪な態度をとる。色黒で細身の長身。
紺野わかな（こんの わかな）
声 - 田丸楓
まりんのクラスメイト。A子らと共にまりんに意地悪な態度をとる。色白で太めな体格。

#### その他の登場人物
かおりの母
声 - 瀧本富士子
万博の騒動の際、かおりという名の娘を亡くした女。執拗にまりんを殺害しようと付け狙う。

### 異世界「ブリガドーン」の登場キャラクター

#### モノマキア
パイオン・シルヴァー
声 - 高田裕司
銃剣士のモノマキア。武器として聖剣エクスカリバーを持つ。武士道をわきまえる。メランをブリガドーンへ連れ戻すことを目的に地球に現れる。
エリュン・ガーネット
声 - 荒木香恵
銃剣士の女性モノマキア。遠距離攻撃型。冷酷な性格でメランの命を狙う。まりんを守ろうとするメランに対し強い憎しみを見せるなど、メランに対し特別の感情がある様子。
クストン・ブラウン
声 - 神谷明
メランの欠けた穴を埋めるべく製造された銃剣士の最新型モノマキア。しゃべり方はややカタコト。若さゆえに荒削りで戦闘経験は劣るものの、生体改造を受けているため、他の銃剣士を圧倒する高い戦闘能力を持つ最強のモノマキア。変数値の分身とも言える存在のため、生体洗浄が通用しない。
ポイクン
声 - 岩田光央
紫色の亀型モノマキア。万能な乗り物として活躍。本体は首の部分だけ。尻尾をスティック状に操作することで、行きたい方角などの制御ができる。背後の敵に対して水溶性のおなら攻撃を仕掛けることも可能だが、基本的に戦闘能力は皆無。「きゅ〜」としかしゃべれない。
クシャトーン
声 - 柚木涼香
獣型のモノマキア。4～5メートルほどもある巨大な体を持ち、高い攻撃力を持つ。また手の平からは水圧のカッターを放つことも可能。メランと異なり、食事は水のみ。精悍な外見をしているが、雌である。
箱舟（はこぶね）
巨大な船型戦闘モノマキア。いくつか種類がある。
コスモス・ヤリヤ
伝説のモノマキアとしてその名が知られていた。サヴマトン・カラーで譲り受け、まりんが所有することになる。持ち主を変身させる能力を持ち、身につけることで治癒力を高める効果も持っている。
マリーン
声 - KAORI
クレイスとなるモノマキア。ブリガドーンを安定させる鍵となる役割を持った存在で、モノマキア達はマリーンを連れ戻すために地球へとやって来ている。しかし、後半に明かされるある理由から、銃剣士を除くほとんどのモノマキアはマリーンの殺害を目的としている。まりんは当初からモノマキア達にマリーンと呼ばれ追われている。マリーンの正体は物語終盤まで明らかにならない。
レゲン
中に入ることで意識を遠方へ飛ばすことができるモノマキア。ロロはこれを利用して地球へ来ることができる。開発途中のために稼働時間に難がある（ロロが神出鬼没なのはこのせいである）。また、利用者が消化されてしまう危険性を孕んでいる。
マルガリテス
海底活動用に作られ放置されていた二枚貝型のモノマキア。ブリガドーンで救助を待っていたアポロのクルーが利用していた。内部にある牛の乳状の器官からは飲用できる液体を採取可能。
レウコン
パスカ実行用モノマキア。
スキアー
声 - 小杉十郎太
断罪用モノマキア。メランを処刑しようとした。

#### 中枢委員会
ルル
声 - 緑川光
ブリガドーン人でブリガドーン中枢議会のメンバー。時空観測委員長の役職を務める。ロロと親しく接している彼の数少ない友人の一人。温和で友達想いな性格でロロと周囲の緩衝材的役目を果たすことも多い。大の食いしん坊で、登場するたび何か食べている。体の色は青。
ララ
声 - 西村ちなみ
ロロの友達のブリガドーン人。中枢議会のメンバーの一人。生体管理委員長の役職を務める。性格は勝気で歯に衣を着せず、思ったことはずばずば口にするタイプ。ロロに対して好意を抱いている。体の色はピンク。
レレ
声 - 伊藤健太郎
ブリガドーン人でブリガドーン中枢議会のメンバーの一人。ある重要な計画の実行委員長を務める。能力はあるのだがそれを鼻にかけて傲慢な態度を取ることが多く、ララとは犬猿の仲。体の色は灰色。
ワワ
声 - 柚木涼香
ロロの友達のブリガドーン人。中枢議会のメンバーの一人。役職は保安対策委員長。体の色は黒で額に白い「W」の字。変数値の存在に逸早く気づき、転生したてのマリーンのアンプルをロロに託す。
リリ
声 - 滝沢ロコ
ブリガドーン人でブリガドーン中枢議会議長。後頭部にも顔があり、喋るときも同時に動く。誤解されがちなロロのことを信頼し、気にかける素振りを見せる。

#### その他の登場人物（ブリガドーン）
クロマ
声 - 田の中勇
サヴマトン・カラーの主。まりんにコスモスをお守りとして渡した人物。原始的なブリガドーン人。

## 作中で使われる用語
ブリガドーン
地球の空に対面する異次元世界で、100年の周期で地球に接近する。基本的に地球と変わらないが、広大な面積を持つ。固有の地名として示されることも。非常に高度な文明を持つ。まりんがアポロの乗員と再会した際、星ではなく1つの巨大な生命体であることが判明する。その実体は最終回で明かされる。
ブリガドーン人
ブリガドーンに住む種族。猫のような容姿をしている。毛皮に見えるものは実際は衣服。長い寿命を持つ。
モノマキア
ブリガドーンの生体兵器、または意思のない道具。生体の場合はエネルギー供給として飲食が必要で、男女の区別があり、成長する。中枢議会の委員会によって開発、管理される。人間と全く変わらない姿をしたものも存在する。ブリガドーン人と同じく長い寿命を持つ。
アンプル
モノマキアを収納する小さな容器。一体につき、ひとつだけ存在する。回復機能を持つ。
パスカ
生体情報を集めることで実行される復活の儀式。クレイス都市で行われる。
クレイス
パスカ実行の鍵となる存在。作中ではマリーンのことを指すが、最終回でマリーン以外に多数のクレイスが確認できる。
ファニー・ワールド
ブリガドーンからの地球の呼び名。
サヴマトン・カラー
後述する等価崩壊の時期にのみ現れるブリガドーンと地球のはざまの世界。地球の食べ物に近い味の古代植物が自生しており、ブリガドーンの生命の源とされている。
屋根裏のつぼ
地球とブリガドーンを繋ぐ境界。
中枢議会
ブリガドーンの中心組織。各専門の委員長がいる。
変数値
全生命を脅かす存在で、この作品における黒幕的存在。その正体は最終回まで明かされない。メランはロロと協力し、変数値からマリーンを守るために地球へやって来た。
等価崩壊
地球とブリガドーンで両者の均衡を保つために交互に起こる崩壊。変数値によって引き起こる歪み。
割礼
この作品では、命を奪うという意味。
生体洗浄
変数値によって改造された生体を治癒すること。クレイスが単独でパスカの鍵穴に入ることで行える。無機質系からくりモノマキアや変数値そのものに対しては効果がない。

## スタッフ
- 企画 - サンライズ
- 原案 - 矢立肇、米たにヨシトモ
- 監督 - 米たにヨシトモ
- シリーズ構成・脚本 - 倉田英之
- キャラクター原案 - 水玉螢之丞
- キャラクターデザイン - 木村貴宏
- アクションマスター - まさひろ山根
- 造型師 - 安藤賢司
- デザインワークス - 中原れい、シンクポート、横井孝二、宮豊
- 総作画監督 - 木村貴宏、まさひろ山根（第2話-第4話）
- 美術監督 - 中村隆
- 色彩設計 - 吉岡美由紀
- 撮影監督 - 長谷川洋一
- 編集 - 布施由美子
- 音響監督 - 大熊昭
- 音楽 - 吉野裕司、上野洋子
- 企画プロデューサー - 海部正樹、小林真一郎、杉田敦
- 音楽プロデューサー - 佐々木史朗、福田正夫
- プロデューサー - 染宮淳子、河内山隆、国崎久徳
- 製作 - サンライズ、WOWOW、バンダイビジュアル

## 主題歌
オープニングテーマ「風の碧、海の翠」
作詞 - 米たにヨシトモ / 作曲 - 吉野裕司 / 編曲 - Pralltriller / 歌 - Ikuko
エンディングテーマ「虹色の宝物」
作詞・作曲 - EPO / 編曲 - 門倉聡 / 歌 - KAORI（21話のみ、KAORI&齋藤彩夏）
最終話エンディングテーマ「出逢いをア・リ・ガ・ト・ウ…」
作詞・歌 - KAORI / 作曲・編曲 - 河野伸

## 各話リスト
| 話数 | サブタイトル                       | 絵コンテ            | 演出           | キャラ作監     | モノマキア作監      | 放送日         |
| ---- | ---------------------------------- | ------------------- | -------------- | -------------- | ------------------- | -------------- |
| 1    | 出会いは浅葱色                     | 米たにヨシトモ      | 米たにヨシトモ | 木村貴宏       | 吉田徹              | 2000年 7月21日 |
| 2    | 紺碧なるモノマキア                 | やまざきかずお      | 吉村章         | 寺岡巌         | 寺岡巌              | 7月28日        |
| 3    | 鈍色き雲間から                     | ワタナベシンイチ    | 山田弘和       | しんぼたくろう | 米山浩平            | 8月4日         |
| 4    | 虹をもとめて                       | 高松信司            | 伊崎知子       | 糸島雅彦       | 中谷誠一            | 8月11日        |
| 5    | ソーダ色の空の下                   | 大橋誉志光          | 磨積良亜澄     | 寺岡巌         | 寺岡巌              | 8月25日        |
| 6    | 銀灰の訪人                         | 越智浩仁            | 吉村章         | しんぼたくろう | 米山浩平            | 9月1日         |
| 7    | 赫赫たる決戦                       | 谷口悟朗            | 山田弘和       | 玉川達文       | まさひろ山根        | 9月8日         |
| 8    | 海が紫紺に染まる夜                 | やまざきかずお      | 伊崎知子       | 寺岡巌         | 寺岡巌              | 9月15日        |
| 9    | ピンク・フライト                   | ワタナベシンイチ    | 磨積良亜澄     | 木村貴宏       | 吉田徹              | 9月22日        |
| 10   | 大怪獣、燦爛!                      | 日高政光            | 久城りおん     | 糸島雅彦       | 中谷誠一            | 9月29日        |
| 11   | やぶれた傘、闇の雨                 | やまざきかずお      | 鶴田寛         | 寺岡巌         | 寺岡巌              | 10月6日        |
| 12   | 漆黒からの巣立ち                   | 加瀬充子            | 山田弘和       | しんぼたくろう | 米山浩平            | 10月13日       |
| 13   | 天井暗黒世界                       | 高谷浩利            | 吉村章         | 玉川達文       | まさひろ山根        | 10月20日       |
| 14   | 千紫万紅の果てに…                  | 米たにヨシトモ      | 伊崎知子       | 寺岡巌         | 寺岡巌              | 10月27日       |
| 15   | 極彩サヴマトン・カラー             | 三好正人            | 磨積良亜澄     | 木村貴宏       | 吉田徹              | 11月10日       |
| 16   | 金ぴかの約束                       | 長岡康史            | 久城りおん     | 糸島雅彦       | 中谷誠一            | 11月17日       |
| 17   | 未来色をさがせ!                    | 加瀬充子            | 鶴田寛         | 寺岡巌         | 寺岡巌              | 11月24日       |
| 18   | 私は茜に輝いて                     | 渡辺純央            | 山田弘和       | しんぼたくろう | 米山浩平            | 12月8日        |
| 19   | 仄かな破滅を運ぶ舟                 | 西本由紀夫          | 吉村章         | 糸島雅彦       | 中谷誠一            | 12月15日       |
| 20   | 雪あかりの下で                     | 日高政光            | 磨積良亜澄     | 寺岡巌         | 寺岡巌              | 12月22日       |
| 21   | 萌葱色、永遠に…                    | 加瀬充子            | 鶴田寛         | 木村貴宏       | 吉田徹              | 2001年 1月5日  |
| 22   | 赤錆びた壁を越えて                 | 越智浩仁            | 山田弘和       | 糸島雅彦       | まさひろ山根        | 1月12日        |
| 23   | 褐色の化身                         | 渡辺純央            | 吉村章         | しんぼたくろう | 米山浩平            | 1月19日        |
| 24   | 命はかくも透きとおり               | 加瀬充子 東海林真一 | 磨積良亜澄     | 寺岡巌         | 寺岡巌              | 1月26日        |
| 25   | 白きパスカの刻                     | 日高政光            | 久城りおん     | 糸島雅彦       | 中谷誠一            | 2月2日         |
| 26   | サヨナラは海の碧（まりん・ブルー） | 米たにヨシトモ      | 米たにヨシトモ | 木村貴宏       | 吉田徹 まさひろ山根 | 2月9日         |

## 漫画
渡瀬のぞみの作画による漫画。出版は角川書店（角川コミックス・エース）。
- BRIGADOON まりんとメラン 1 （2000年11月、ISBN 4-04-713376-0）
- BRIGADOON まりんとメラン 2 （2001年3月、ISBN 4-04-713405-8）

## CD
- シングル
  - 風の碧、海の翠 〜まりんとメラン （2000年8月23日）
- サウンドトラック
  - BRIGADOON まりんとメラン オリジナルサウンドトラック 1 （2000年10月21日）
  - BRIGADOON まりんとメラン オリジナルサウンドトラック 2 （2001年1月24日）

## Blu-ray
- BRIGADOON まりんとメラン Blu-ray BOX 特装限定版 （2016年1月29日）